# 尼古拉·许凯
尼古拉·许凯（法語：Nicolas Chuquet）是一名法國的數學家，生於约1445 —约1455並卒於约1488 —约1500。他發明了自己的代數概念記號和幂级数。他可能是第一位將零和負數視為指數的數學家。